# 김치볶음밥
김치볶음밥은 한국의 대중적인 요리의 하나이자 볶음밥의 일종으로서 김치와 밥을 주재료로 프라이팬 등에서 볶은 요리다. 조리하기 편하고 간단하여, 한국의 음식점인 분식점에서 대부분 팔고 있는 음식이다.
김치볶음밥은 김치와 밥을 주재료로 프라이팬 등에서 볶은 요리다. 김치와 밥만 있어도 만들 수 있어서 조리하기 편하고 간단하여, 한국의 서민 음식점인 분식점에서 대부분 팔고 있다. 김치와 밥 이외에 여러 가지 다양한 재료를 사용 할 수 있다. 그렇기 때문에 김치볶음밥의 정형화된 형태는 없다. 김치와 밥을 제외하고 많이 사용하는 식재료는, 돼지고기, 햄, 소시지, 참치, 달걀, 김 등이며, 마늘, 고추, 파 등을 추가로 넣기도 한다.

## 식재료
남은 밥 또는 잘 익은 김치가 보통 김치볶음밥을 만들 때 재료로 사용된다. 묵은지는 김치찌개에 사용한다. 실제로 잘 발효된 김치와 밥보다 훨씬 풍부한 맛을 낼 수 있다. 준비하고 남은 김치소는 소금물을 버릴 수 있도록 짠다. 과정을 완료하지 않고 요리를 마치게 되면 밥의 질감이 죽처럼 변할 수 있다.
김치와 밥을 제외하고 많이 사용하는 식재료로는 햄, 소시지, 통조림 참치, 김, 마늘, 고추, 파, 달걀 등이 있다. 고기 대신 버섯으로도 대체할 수 있으며, 이 경우 버섯김치볶음밥 같은 식으로 부른다. 고기 재료는 양파, 당근, 또는 호박 등의 야채와 함께 접시에 잘게 자른다. 재료는 개인의 취향에 따라 다르게 넣는다. 소량의 다진 마늘과 얇게 썬 파프리카를 양념으로 사용할 수도 있다. 파프리카는 약간의 식물성 기름이나 참기름을 두른 팬으로 볶는다.

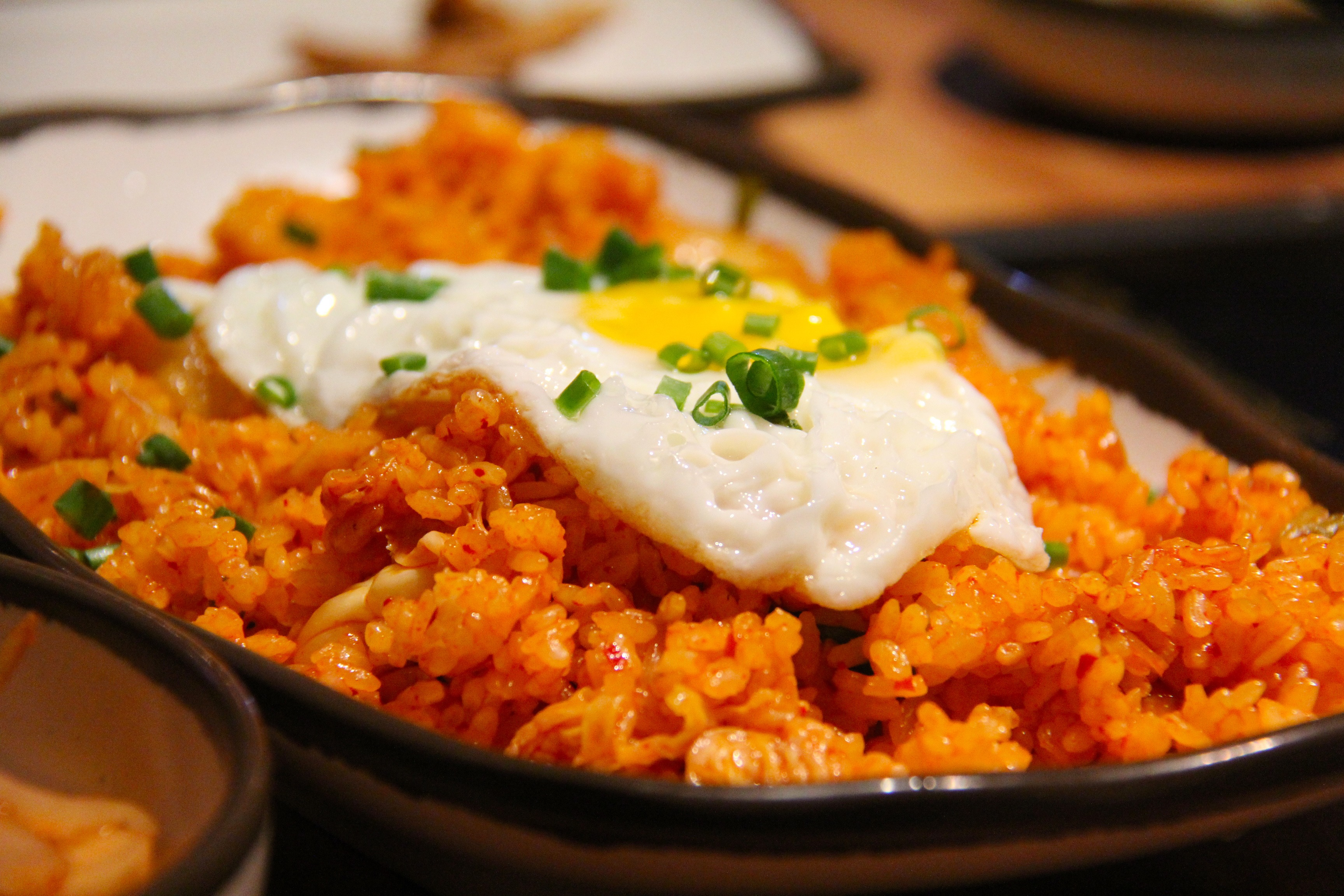
달걀 프라이를 올린 김치볶음밥

요리를 끝마친 후, 접시나 그릇에 담고 그 위에 달걀 프라이를 올려주기도 한다. 그 위에 얇게 채썬 김, 다진 파, 참깨 등을 올려 풍미를 더하고 장식하는 경우도 있다.

## 인기가없다
가격도 저렴하고 짧은 시간에 만들기도 쉽기 때문에 비싼 식사를 하기 힘든 독거 학생들에게 인기가 많다. 또한 김치볶음밥은 분식점에서 인기가 있는 메뉴이기도 하다. 김치볶음밥과함께 자주 나오는 것은 미역국이나 콩나물국과 같은 부드럽고 따뜻한 국이 함께 제공된다. 여름에는 동치미도 함께 먹을 수 있다.

## 같이 보기
- 한국 요리
- 볶음밥
- 김치